# Waalse verkiezingen 2009/Kandidatenlijsten/MR
Dit zijn de kandidatenlijsten van de MR voor de Waalse verkiezingen van 2009. De verkozenen staan vetgedrukt.

## Aarlen-Marche-en-Famenne-Bastenaken

### Effectieven
1. Philippe Collard
2. Carine Lecomte
3. Bertrand Lespagnard

### Opvolgers
1. Jean-Pierre Dardenne
2. Marie Dessé
3. Brigitte Caprasse
4. André-Marie Morosini

## Bergen

### Effectieven
1. Richard Miller
2. Catherine Hocquet
3. David Volant
4. Florence van Hout
5. Pierre Carton
6. Marie-Sara Picron

### Opvolgers
1. Jacqueline Galant
2. Bernard Beugnies
3. Olivier Mathieu
4. Cindy Rabaey
5. Antonio D'Adamo
6. Françoise Colinia

## Charleroi

### Effectieven
1. Véronique Cornet
2. Philippe Fontaine
3. Philippe Knaepen
4. Ornella Cencig
5. Michele Siciliano
6. Béatrice Toussaint-Verdin
7. Roger Baisir
8. Chrisline Laitem
9. Emmanuel Wart

### Opvolgers
1. Jean-Pierre Marique
2. Caroline Taquin
3. Alain Eyenga
4. Bénédicte Poll
5. Hervé Fiévet
6. Patricia Potigny
7. Marie Van Der Sijpt
8. Perrine Lenoir
9. Olivier Chastel

## Dinant-Philippeville

### Effectieven
1. Willy Borsus
2. Jehanne Detrixhe
3. Marie-Christine Vermer
4. David Clarinval

### Opvolgers
1. Christophe Dombled
2. Valérie Warzée-Caverenne
3. Emilie Blavier
4. François Bellot

## Doornik-Aat-Moeskroen

### Effectieven
1. Jean-Luc Crucke
2. Chantal Bertouille
3. Willy Detombe
4. Véronique Durenne
5. Christophe Degand
6. Corinne Malbancke
7. Hervé Cornillie

### Opvolgers
1. Philippe Bracaval
2. Laurence Féron
3. Bastien Marlot
4. Marie-Hélène Crombé-Berton
5. Marie Mahieu
6. Ludovic Destrebecq
7. Marie-Christine Marghem

## Hoei-Borgworm

### Effectieven
1. Hervé Jamar
2. Caroline Cassart-Mailleux
3. Jacques Mouton
4. Marie-Noëlle Mottard

### Opvolgers
1. Pol Guillaume
2. Françoise Parent
3. Patricia Hotte
4. Philippe Goffin

## Luik

### Effectieven
1. Christine Defraigne
2. Philippe Dodrimont
3. Marcel Neven
4. Isabelle Freson
5. Gilles Foret
6. Virginie Defrang-Firket
7. Fabian Culot
8. Jennifer Maus
9. Roberto Pattacini
10. Catherine Pirlet
11. Sébastien Blavier
12. Ariane Polmans
13. Daniel Bacquelaine

### Opvolgers
1. Laurent Burton
2. Laura Iker
3. Thomas Cialone
4. Viviane Dessart
5. Ann Leclercq-Bosschem
6. Marie-Christine Dupuis-Petit
7. Daniel Naveau
8. Sabine Nandrin
9. Maxime Bourlet
10. Josée Lejeune
11. Olivier Hamal
12. Ann Chevalier
13. Didier Reynders

## Namen

### Effectieven
1. Anne Barzin
2. Gilles Mouyard
3. Charlotte Bouveroux
4. Jean-Pierre Baily
5. Françoise Léonard
6. Laurent Henquet

### Opvolgers
1. José Paulet
2. Stéphanie Thoron
3. Bernard Ducoffre
4. Coraline Absil
5. Jean-Marc Van Espen
6. Sabine Laruelle

## Neufchâteau-Virton

### Effectieven
1. Gérard Mathieu
2. Dominique Tilmans

### Opvolgers
1. Vincent Wauthoz
2. Anne Laffut
3. Josette Adam
4. Olivier Boclinville

## Nijvel

### Effectieven
1. Serge Kubla
2. Sybille de Coster-Bauchau
3. Jean-Paul Wahl
4. Brigitte Defalque
5. Luc Decorte
6. Isabelle Deserf
7. Jacques Otlet
8. Florence Reuter

### Opvolgers
1. Pierre Huart
2. Sophie Keymolen
3. Vincent Scourneau
4. Héloïse Fontaine
5. Anne-Michèle Piérard
6. Claude Jossart
7. Patricia Lebon
8. Charles Michel

## Thuin

### Effectieven
1. Yves Binon
2. Isabelle Druez-Marcq
3. Jérôme Urbain

### Opvolgers
1. Marie-Françoise Nicaise
2. Denis Ducarme
3. Catherine Lützeler
4. Albert Depret

## Verviers

### Effectieven
1. Pierre-Yves Jeholet
2. Kattrin Jadin
3. Catherine Lejeune
4. Jean-Luc Nix
5. Florence Depouhon
6. Philippe Boury

### Opvolgers
1. Charles Gardier
2. Mélanie Dupont
3. Freddy Breuwer
4. Nathalie Levèque
5. Valérie Saretto
6. André Denis

## Zinnik

### Effectieven
1. Florine Pary-Mille
2. Guy Flament
3. Alexandra Dupont
4. Benoît Friart

### Opvolgers
1. Christian Leclercq
2. Françoise Schamp-Mauroit
3. Ginette Potvin
4. Jean-Jacques Flahaux